# Mittellandkanal
Der Mittellandkanal (MLK) ist eine Bundeswasserstraße und mit 325,3 Kilometern Länge die längste künstliche Wasserstraße in Deutschland. Inklusive Stich- und Verbindungskanälen beträgt die Länge 392 km. Er verbindet den Dortmund-Ems-Kanal mit Weser, Elbe und dem Elbe-Havel-Kanal. Im weiteren Sinne ist er Teil einer Verbindung zwischen Rhein und Oder. Im Westen wird die Verbindung zum Rhein über Dortmund-Ems-Kanal und Rhein-Herne-Kanal oder Wesel-Datteln-Kanal hergestellt. Im Osten verbinden Elbe-Havel-Kanal, Untere Havel-Wasserstraße und Havel-Oder-Wasserstraße den Mittellandkanal mit der Oder. In europäischer Dimension ermöglicht er eine Verbindung zwischen den Niederlanden, Belgien, Luxemburg, Frankreich und der Schweiz auf der einen mit Polen und Tschechien auf der anderen Seite.
Der Kanal ist auch unter den Namen Ems-Weser-Kanal, Weser-Ems-Kanal, Weser-Elbe-Kanal, Rhein-Elbe-Kanal, Elbe-Weser-Ems-Kanal oder auch Ems-Weser-Elbe-Kanal bekannt. Hierbei handelt es sich um alte oder regionale Bezeichnungen, die nur noch selten verwendet werden.

## Verlauf

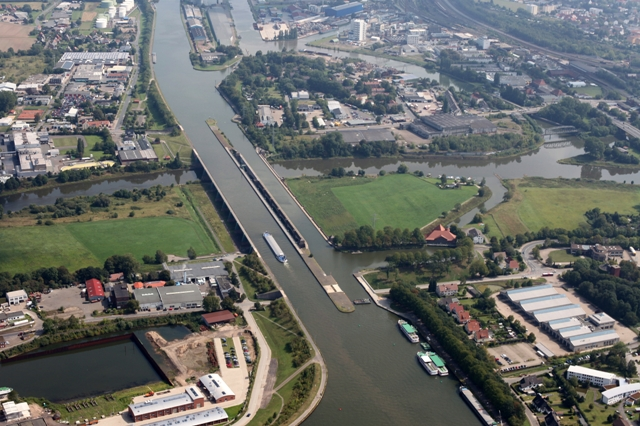
Überquerung der Weser

Der Mittellandkanal besteht aus drei Haltungen:

### Westhaltung
Die Westhaltung zweigt am Nassen Dreieck bei Bergeshövede im Tecklenburger Land auf 50,3 m ü. NN ohne Höhenunterschied vom Dortmund-Ems-Kanal ab, durchquert die Ausläufer des Teutoburger Waldes in der Gravenhorster Schlucht und führt dann nördlich des Wiehengebirges nach Osten. Bei Bramsche wird die Hase überquert und nach Süden zweigt der Stichkanal Osnabrück ab.
In Minden überquert der Mittellandkanal im Wasserstraßenkreuz Minden auf zwei Trogbrücken die Weser. Anschluss an die Weser besteht über den Verbindungskanal Nord und die Schachtschleuse oder die neuere Weserschleuse oder den Verbindungskanal Süd mit den zwei Schleusen des Industriehafens.
Südlich des Schaumburger Waldes und des Steinhuder Meeres geht es weiter bis Seelze bei Hannover. Hier wird mit zwei Brücken und einer kurzen Haltung dazwischen das Leinetal überquert, wobei die noch bestehende, aber nur noch behelfsmäßig genutzte „Alte Fahrt“ in der ursprünglichen Breite im Zuge des Ausbaues durch eine nördlich parallel errichtete, 1999 eröffnete „Neue Fahrt“ ergänzt wurde. Über den Stichkanal Hannover-Linden und dessen Leineverbindungskanal besteht Anschluss an die Leine und Ihme. Im weiteren Verlauf durchquert der MLK den Norden und Osten Hannovers bis zur Schleuse Anderten, die das Niveau um 14,70 m anhebt.

### Scheitelhaltung
Ab Anderten verläuft die Scheitelhaltung auf 65 m ü. NN zunächst südostwärts bis Sehnde und wendet sich dann gerade ostwärts durch Peine nach Braunschweig. Die Städte Hildesheim und Salzgitter sind über Stichkanäle angebunden. Hinter Braunschweig schwenkt der Kanal wieder nordostwärts auf Wolfsburg zu, wo die Scheitelhaltung kurz hinter dem Abzweig des Elbe-Seitenkanals an der Kanalstufe Sülfeld in Wolfsburg endet. Diese senkt das Kanalniveau um 9 m ab.

### Osthaltung
Die Osthaltung führt auf einer Höhe von 56 m ü. NN weiter durch Wolfsburg, unmittelbar am Volkswagenwerk entlang. Im Naturpark Drömling überquert der Kanal die Landesgrenze nach Sachsen-Anhalt und verläuft nun wieder südöstlich vorbei an Calvörde, Haldensleben und Wolmirstedt nördlich von Magdeburg. In der 918 m langen Kanalbrücke Magdeburg überquert der Kanal die Elbe und erreicht kurz darauf die Kanalstufe Hohenwarthe. Hier endet die Osthaltung, und der Kanal wird um 18,55 m auf das Niveau des Elbe-Havel-Kanals abgesenkt.
Östlich von Hohenwarthe geht der MLK bei km 325,7 in den Elbe-Havel-Kanal über, dieser übernimmt die MLK-Kilometrierung und führt sie weiter bis km 380,9 bei der Einmündung in die Untere Havel-Wasserstraße.

### Übersicht
| Haltung                    | von                  | bis                  | Länge (km) | Höhe (m ü. NN) |
| -------------------------- | -------------------- | -------------------- | ---------- | -------------- |
| Westhaltung                | Dortmund-Ems-Kanal   | Schleuse Anderten    | 174,2      | 50,3           |
| Scheitelhaltung            | Schleuse Anderten    | Schleuse Sülfeld     | 62,7       | 65             |
| Osthaltung                 | Schleuse Sülfeld     | Schleuse Hohenwarthe | 88,2       | 56             |
| Anschluss Elbe-Havel-Kanal | Schleuse Hohenwarthe | Elbe-Havel-Kanal     | 0,6        | 37             |

## Bau und Geschichte

### Planungen und Baubeginn
1856 gab es erste Pläne zum Bau eines Schifffahrtskanals vom Rhein bis an die Elbe in der Norddeutschen Tiefebene nördlich der Mittelgebirgsschwelle. Die Idee wurde unter Mitwirkung des Kreisbaumeisters von Hartmann entwickelt.
Der Wasserbauingenieur Leo Sympher hatte in Berechnungen die Wirtschaftlichkeit eines solchen Projektes nachgewiesen, eine Linienführung projektiert und später auch große Teile der Bauarbeiten geleitet.
In der politischen Diskussion wurde das Projekt von sogenannten „Kanalrebellen“ scharf angegriffen, da die ostelbischen Agrarier ein Eindringen billiger Produkte aus dem Westen befürchteten. Als Kompromiss wurde der Kanal, dessen Bau mit dem Inkrafttreten des preußischen Wassergesetzes vom 1. April 1905 beschlossen wurde, zunächst nur bis Hannover geführt. Im folgenden Jahr wurde der erste Bauabschnitt bei Bergeshövede begonnen und der Anschluss an den Dortmund-Ems-Kanal hergestellt. Trotz kriegsbedingter Verzögerungen wurde der Abschnitt bis Minden – damals noch Ems-Weser-Kanal genannt – 1915 fertiggestellt und in Betrieb genommen. Ein Jahr später war auch die Kanalbrücke über die Weser bei Minden fertig, so dass der Kanal bis Hannover zum Misburger Hafen als östlichem Abschluss vorangetrieben werden konnte. Damit war die Kompromisslösung vollendet.
Ein nördlicher Anschluss wurde ab 1919 mit dem sogenannten Hansakanal geplant. Der Hansakanal sollte in Bramsche vom Mittellandkanal abzweigen, bei Achim die Weser kreuzen und bei Stade die Elbe erreichen. Das Projekt wurde nicht ausgeführt.

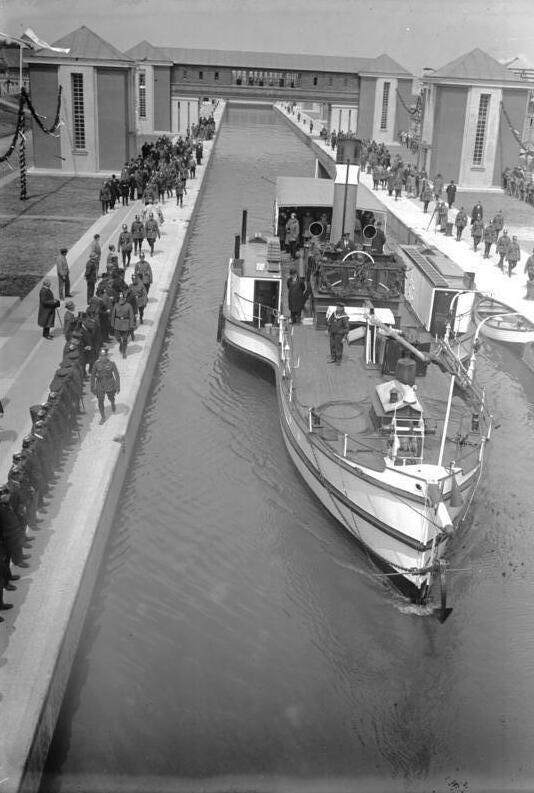
Einweihung der Hindenburgschleuse in Anderten (1928)

Am 26. Juli 1926 wurde in einem Staatsvertrag die Vollendung des Mittellandkanals beschlossen.
Bereits am 14. Dezember 1918 wurde von der preußischen Regierung ein Teilstück von Anderten bis Peine einschließlich des Stichkanals nach Hildesheim im Rahmen von Notstandsarbeiten angeordnet. Die Arbeiten begannen zum Teil direkt nach dem Krieg und waren 1928 mit der Eröffnung der Schifffahrt auf dem Mittellandkanal von Hannover bis Peine und dem Zweigkanal nach Hildesheim abgeschlossen. Die Schleuse Anderten wurde in Hannover durch den Reichspräsidenten Paul von Hindenburg 1928 eingeweiht.
1928 begann die nächste Erweiterung des Kanals in östlicher Richtung. 1929 fand die Anbindung des Hafens Peine statt, 1933 die Anbindung des Hafens in Braunschweig. Mit Hilfe des Reichsarbeitsdienstes wurden die Moorniederungen in der südlichen Altmark entwässert, und 1938 wurde mit Vollendung der Schleuse Sülfeld sowie des Schiffshebewerks Rothensee (Eröffnung am 30. Oktober) bei Magdeburg die Verbindung zur Elbe fertiggestellt. Die Elbüberführung gelang jedoch aufgrund des Zweiten Weltkriegs nicht mehr, die Bauarbeiten an der Kanalbrücke über die Elbe und am Schiffshebewerk Hohenwarthe wurden 1942 eingestellt. In der Zeit der Deutschen Teilung wurde der Bau der Elbquerung nicht mehr verfolgt. Schiffe mussten den Umweg über den Abstieg zur Elbe und die Schleuse Niegripp in den östlich sich fortsetzenden Elbe-Havel-Kanal nehmen.
Ebenfalls nicht fertiggestellt wurde der sogenannte „Südflügel des Mittellandkanals“. Dieses 1926 beschlossene Projekt, das zeitgleich zur Erweiterung des Mittellandkanals umgesetzt werden sollte, sah neben dem Ausbau der Saale die Neuanlage mehrerer Kanalabschnitte im Raum Leipzig/Halle vor – damit hätte es eine direkte Schifffahrtsverbindung vom Ruhrgebiet über Magdeburg bis zum mitteldeutschen Industrierevier gegeben. Die im Juli 1933 begonnenen Arbeiten kamen zunächst zügig voran, verliefen jedoch spätestens ab 1937 nur noch schleppend und wurden 1942/43 kriegsbedingt schließlich völlig eingestellt (→ Elster-Saale-Kanal).

### Schleppmonopol
1905 wurde vom preußischen Landtag in dem Gesetz über die Herstellung und den Ausbau von Wasserstraßen die Einführung des Schleppmonopols beschlossen. Damit waren nur die staatlichen Monopolsschlepper auf den Kanälen in den westlichen preußischen Provinzen zugelassen. Im Februar 1915 wurde der Betrieb zwischen Bergeshövede und Minden durch das Schleppamt Minden und im Dezember 1916 zwischen Minden und Hannover durch das Schleppamt Hannover aufgenommen. Am 31. Dezember 1967 wurden diese Dienste eingestellt, der „Selbstfahrer“ hatte sich durchgesetzt.

## Ausbau und Abmessungen

### Geschichte des Ausbaus

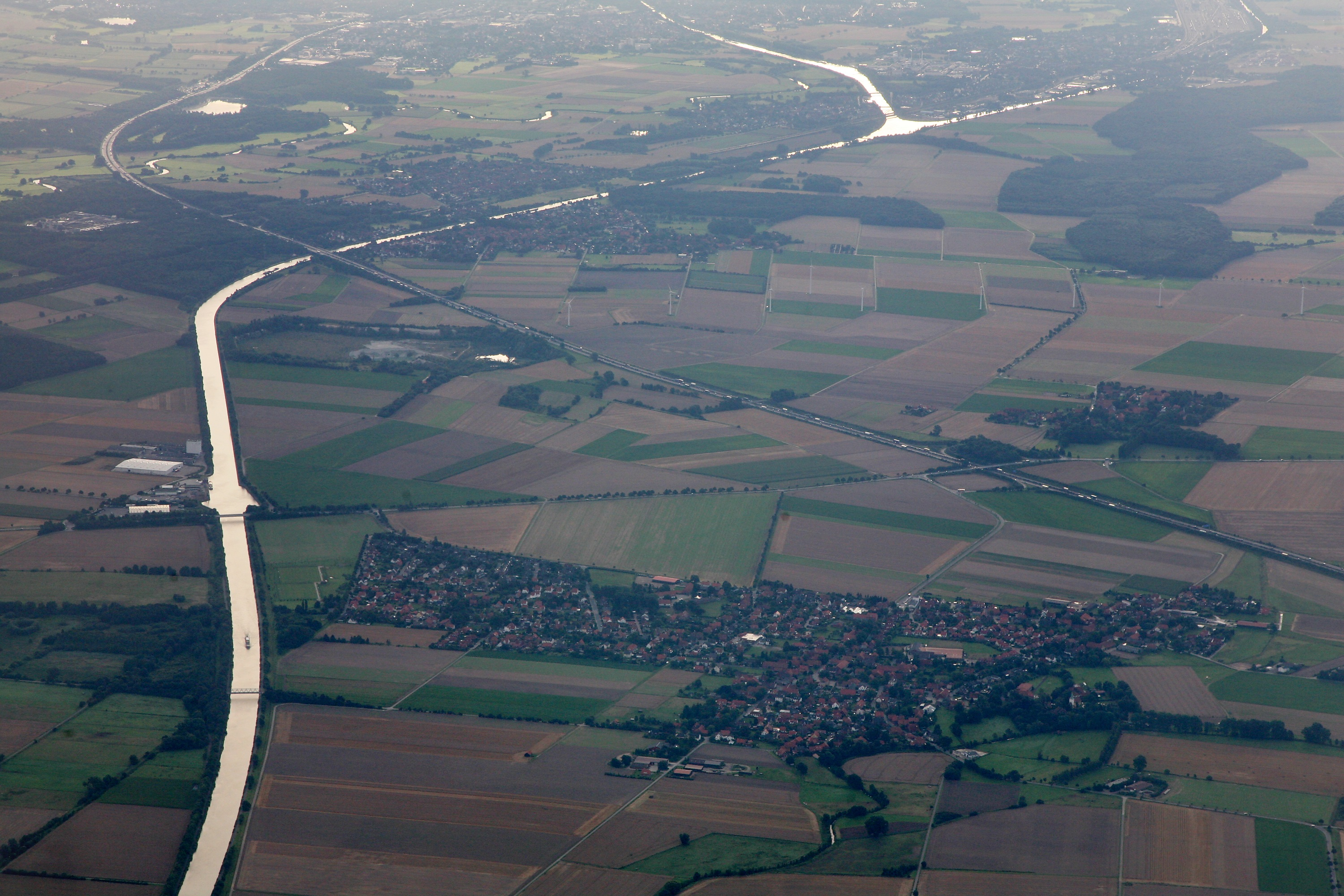
Unterquerung der A 2 und Abzweig in den Stichkanal Hannover-Linden

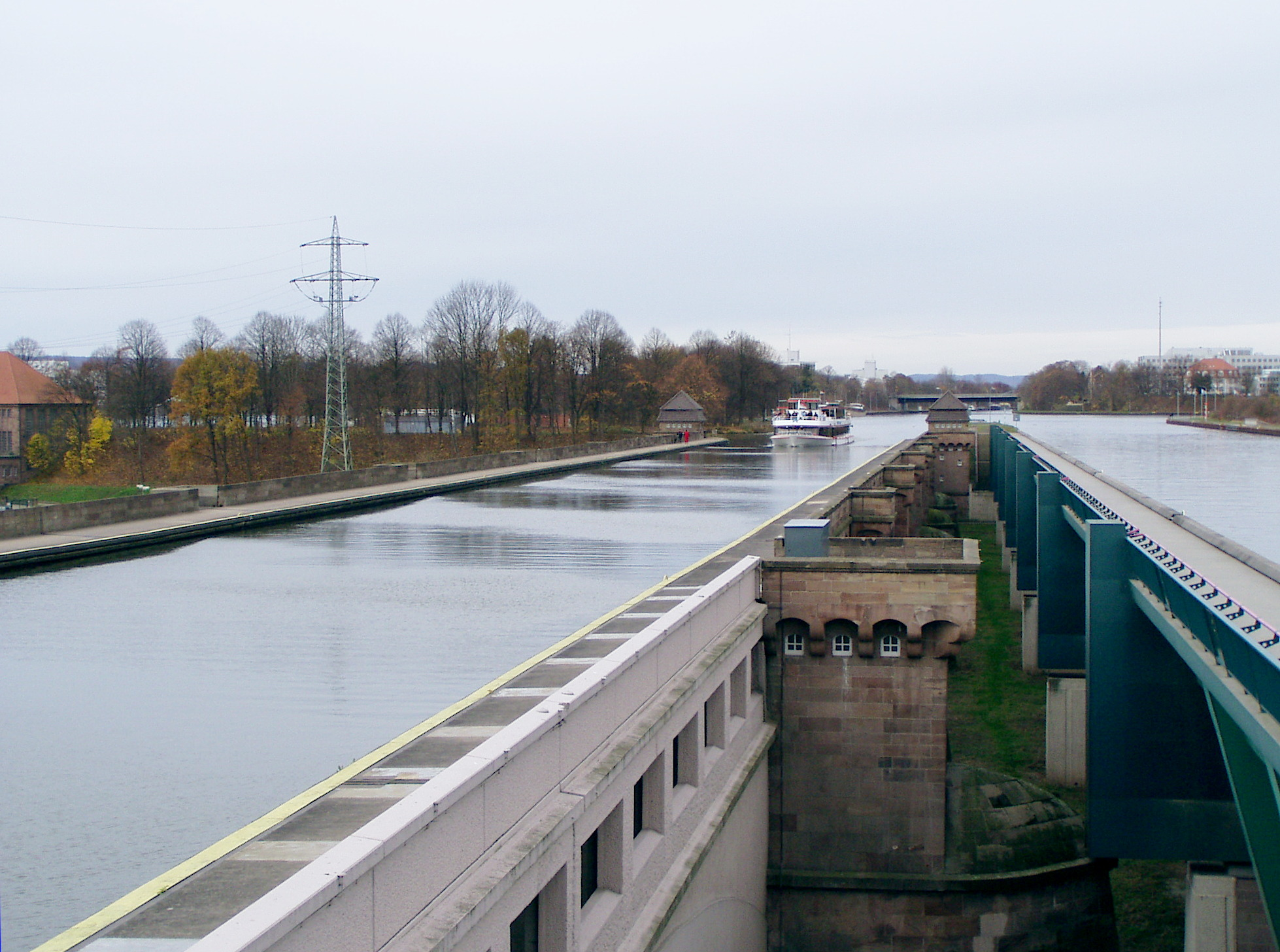
Neue und alte Kanalbrücke in Minden

Auf der Strecke Bergeshövede–Hannover wurde die Kanaltrasse für 600-t-Schiffe bemessen, es wurde aber bereits die Möglichkeit vorgesehen, durch Erhöhung des Wasserspiegels um 50 cm den Kanal für 1000-t-Schiffe befahrbar zu machen. Östlich von Hannover wurde der Mittellandkanal für das 1000-t-Schiff bemessen.
Ab den 1950er Jahren verdrängten selbstfahrende Motorschiffe die Schleppschifffahrt vollständig, außerdem machten die immer größeren Schiffe einen Ausbau unumgänglich. 1965 wurde der Ausbau des MLK für das Europaschiff (1350 t, Länge 85 m, Breite 9,5 m, Tiefgang 2,5 m) beschlossen, entsprechend der damaligen Wasserstraßenklasse IV. Während des Ausbaus entwickelten sich die Schiffsgrößen weiter, so dass das Großmotorgüterschiff (2300 t, Länge 110 m, Breite 11,40 m, Tiefgang 2,8 m) zur Bemessungsgrundlage wurde. In Anlehnung an den Kanalquerschnitt für das Europaschiff wurde 1994 das bis heute gültige Regelprofil entwickelt, es entspricht der heutigen Wasserstraßenklasse Vb.
Auch auf dem Gebiet der damaligen DDR wurden zwischen 1976 und 1987 bereits Teilstrecken ausgebaut. Allerdings entsprachen diese Strecken nicht den heutigen Anforderungen, so dass die gesamte Osthaltung im Rahmen des Verkehrsprojekts Deutsche Einheit Nr. 17 ausgebaut wurde. 1993 wurde mit dem Neubau eines Sicherheitstors bei Haldensleben begonnen, und 1997 war Baubeginn für die Schleuse Rothensee. Ein Jahr später wurde die Querung des Elbtals bei Magdeburg mit dem Baubeginn der Kanalbrücke Magdeburg angefangen. 1999 erfolgte die Grundsteinlegung für die Schleuse Hohenwarthe. Im Jahr 2003 war mit der Einweihung des Wasserstraßenkreuzes Magdeburg und der Schleuse Hohenwarthe der Mittellandkanal erstmals auf ganzer Länge durchgehend befahrbar. Die bis dahin nötige Umleitung über die Schleuse Rothensee, die Elbe und die Schleuse Niegripp war damit Geschichte.
Weiterhin ist eine Verbindung des Kanals mit dem Twentekanal in den Niederlanden in der Diskussion, welche die Strecke zum Hafen Rotterdam erheblich verkürzen würde, die Wirtschaftlichkeit des Projektes ist jedoch fraglich.
In den ersten Jahren des Ausbaus wurden lange Strecken im Rechteckprofil mit Spundwänden erstellt. Aus Gründen des Tierschutzes mussten diese Strecken nachträglich eingezäunt werden, um Tiere vor dem Ertrinken zu bewahren. Heute wird deshalb das Trapezprofil bevorzugt. Mit Spundwänden wird nur noch im Bereich von Häfen oder Schleusen ausgebaut. Wenn der Einsatz von Spundwänden auf freier Strecke unumgänglich ist, beispielsweise aus Platzgründen bei der Stadtstrecke Hannover, wird im kombinierten Rechteck-Trapez-Profil (KRT-Profil) ausgebaut. Beim KRT-Profil endet die senkrechte Spundwand etwa 20 cm unter der Wasseroberfläche. Dadurch wird es Kleintieren ermöglicht, das Wasser zu verlassen.

### Regelquerschnitt
- Trapezprofil (schräge Uferböschung): Breite 55 m, Tiefe 4 m, Durchfahrtshöhe 5,25 m
- Rechteckprofil (Spundwand): Breite 42 m

Die genannten Profile werden an vielen Stellen miteinander kombiniert: beispielsweise Trapezprofil auf der einen und Rechteckprofil auf der anderen Seite, oder die Spundwand endet unter der Wasseroberfläche und geht in eine schräge Böschung über. Dadurch ergeben sich abweichende Wasserspiegelbreiten.

### Regelschiff
- Großmotorgüterschiff, auch Großmotorschiff (GMS): Länge 110 m, Tiefgang 2,80 m, Breite 11,45 m, Tragfähigkeit 2300 t
- Übergroßes Motorschiff (üGMS): Länge 135 m
- Schubverband: Länge 185 m, Breite 11,40 m, Tiefgang 2,80 m, Tragfähigkeit 4500 t

Die genannten Angaben sind die maximalen Abmessungen der jeweiligen Schiffsklasse.

## Häfen und Infrastruktur
Lage und Schiffsgüterumschlag in Tonnen an den Häfen des Mittellandkanales: (Referenzierung der Tonnagen siehe Einzelartikel der Häfen)
Die Kilometrierung beginnt an der Abzweigung des Dortmund-Ems-Kanales (Nasses Dreieck) mit km 0, und endet, nach Osten hin aufsteigend, östlich von Magdeburg am Übergang in den Elbe-Havel-Kanal. (km 325,7)
| Lage: (MLK – km) | Bundesland:         | Hafen:                       | Schiffsgüterumschlag: (in Tonnen) |
| ---------------- | ------------------- | ---------------------------- | --------------------------------- |
| 3,5 – 4,9        | Nordrhein-Westfalen | Häfen Ibbenbüren             | 506 000 t (2016)                  |
| 13 S/N           | Nordrhein-Westfalen | Hafen Recke                  | – k. A. –                         |
| 19 S             | Nordrhein-Westfalen | Lände Mettingen              | – k. A. –                         |
| (30,4) SKO       | Niedersachsen       | Osnabrück (Stichkanal)       | 629.000 (2004)                    |
| 29 – 40          | Niedersachsen       | Häfen Bramsche               | 240.000 t (2015)                  |
| 54 N             | Niedersachsen       | Umschlagstelle Bohmte        | – k. A. –                         |
| 59 – 62          | Niedersachsen       | Häfen Bad Essen              | Container                         |
| 71               | Nordrhein-Westfalen | Hafen Getmold                | 71.200 t (2013)                   |
| 80               | Nordrhein-Westfalen | Hafen Lübbecke               | 568 000 t (2016)                  |
| 88 – 92          | Nordrhein-Westfalen | Hafen Hille                  | 20.000 t (2016)                   |
| 100 – 103        | Nordrhein-Westfalen | Hafen Minden                 | 929 000 (2016)                    |
| 107 N, 112 N     | Niedersachsen       | Häfen Bückeburg              | 57.000 t (2013)                   |
| 119 S, 123 N     | Niedersachsen       | Häfen Niedernwöhren          | – k. A. –                         |
| 129 N            | Niedersachsen       | Hafen Sachsenhagen           | – k. A. –                         |
| 135 – 143        | Niedersachsen       | Häfen Wunstorf               | 123.855 t (2013)                  |
| 147 – 151        | Niedersachsen       | Häfen Seelze                 |                                   |
| 154 – 174        | Niedersachsen       | Häfen Hannover               | 4 Mio. t (2013)                   |
| 175 – 184        | Niedersachsen       | Häfen Sehnde                 | – k. A. –                         |
| (183)            | Niedersachsen       | Hildesheim (Stichkanal)      | – k. A. –                         |
| 192 – 194        | Niedersachsen       | Hafen Mehrum                 | 1,8 Mio. t                        |
| 196 – 202        | Niedersachsen       | Häfen Peine                  | 317.000 t (2004)                  |
| 210 – 213        | Niedersachsen       | Anleger Wendeburg            | kein Umschlag                     |
| (213)            | Niedersachsen       | Salzgitter (Stichkanal)      | – k. A. –                         |
| 217 – 223        | Niedersachsen       | Hafen Braunschweig           | 830.000 t (2014)                  |
| 227 – 255        | Niedersachsen       | Abbes-Edesbüttel, Rühen      | 300.000 t                         |
| 236 – 249        | Niedersachsen       | Häfen Wolfsburg              | 148.000 t (2014)                  |
| 269              | Sachsen-Anhalt      | Lände Drömling               | 0                                 |
| 283 – 295        | Sachsen-Anhalt      | Häfen Flechtingen            | 2,8 Mio. t (2008)                 |
| 300 – 306        | Sachsen-Anhalt      | Häfen Haldensleben           | 1,8 Mio. t (2014)                 |
| 307 S            | Sachsen-Anhalt      | Hafen Vahldorf               | – k. A. –                         |
| (319)            | Sachsen-Anhalt      | Magdeburg (Verbindungskanal) | 3,5 Mio. t (2014)                 |

Erklärung: S=Südufer, N=Nordufer, () Abzweig des Stich- oder Verbindungskanals

## Stichkanäle

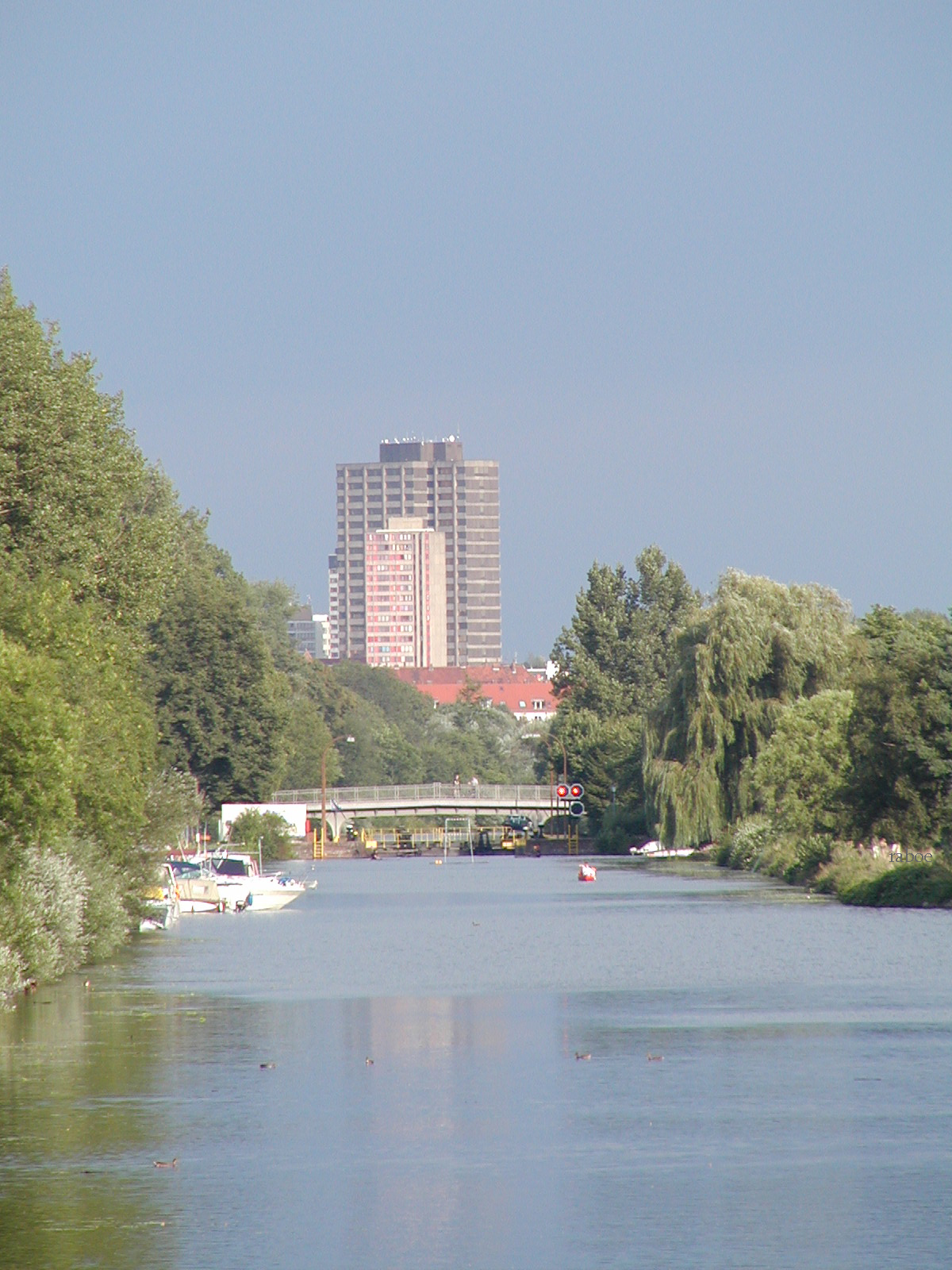
Blick vom Stichkanal Hannover-Linden in den Verbindungskanal zur Leine, im Hintergrund das Ihmezentrum

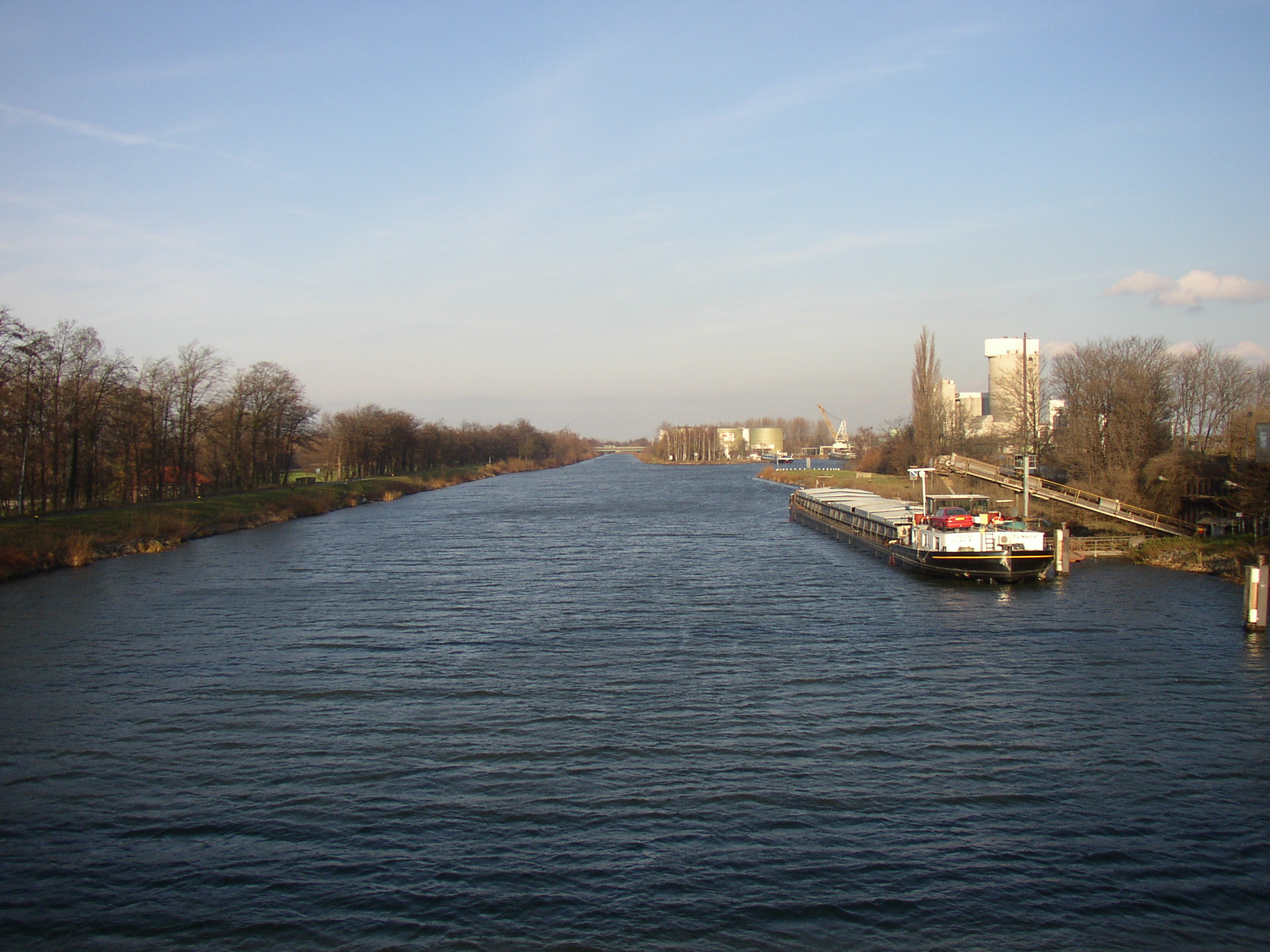
Stichkanal Salzgitter

Der Mittellandkanal verfügt über ein günstiges Längsprofil mit nur drei Kanalstufen auf ganzer Länge. Dies wäre nicht möglich gewesen, hätte man den Kanal direkt durch Osnabrück, Hildesheim und Salzgitter geführt. Stattdessen wurden diese Städte über Stichkanäle an den Hauptkanal angeschlossen. Eine Ausnahme ist der Stichkanal Ibbenbüren, der im Zuge des Ausbaus des Hauptkanals entstand. Dabei erhielt der ausgebaute MLK auf vier Kilometern Länge eine neue Trasse. Die alte Trasse wurde aus Richtung Osten aufgelassen, um die Verladestelle Ibbenbüren anzuschließen. Die Stichkanäle gehören als Bundeswasserstraßen rechtlich zum Mittellandkanal.
| Bezeichnung                | Abkürzung | Abzweig bei MLK-km | Abzweig Ort | Länge km (Gesamtlänge) | Kanalstufen |
| -------------------------- | --------- | ------------------ | ----------- | ---------------------- | ----------- |
| Stichkanal Ibbenbüren      | SKI       | 3,94 ⊙             | Ibbenbüren  | 1,1                    | –           |
| Stichkanal Osnabrück       | SKO       | 30,39 ⊙            | Bramsche    | 13,0 (14,5)            | 2           |
| Stichkanal Hannover-Linden | SKL       | 149,59 ⊙           | Seelze      | 10,5 (11,2)            | 1           |
| Stichkanal Misburg         | SKM       | 171,14 ⊙           | Hannover    | 0,6 (3,4)              | -           |
| Stichkanal Hildesheim      | SKH       | 183,25 ⊙           | Sehnde      | 14,4 (15,1)            | 1           |
| Stichkanal Salzgitter      | SKS       | 213,50 ⊙           | Wendeburg   | 17,9                   | 2           |

## Wasserstraßenkreuze und Verbindungskanäle
Der Mittellandkanal kreuzt in seinem Verlauf neben einigen Kleinflüssen die Weser, die Leine und die Elbe. Der Kanal wird in Trogbrücken über diese Bundeswasserstraßen geführt und durch Verbindungskanäle, ebenfalls Bundeswasserstraßen, mit dem kreuzenden Fluss verbunden. In Minden und Magdeburg spricht man dabei von Wasserstraßenkreuzen. Die Verbindungskanäle zweigen direkt vom Hauptkanal ab. Eine Ausnahme ist der Verbindungskanal zur Leine, er zweigt vom Stichkanal Hannover-Linden ab. Der Verbindungskanal Süd zur Weser und der Rothenseer Verbindungskanal stellen auch die Verbindung zu den örtlichen Häfen her.

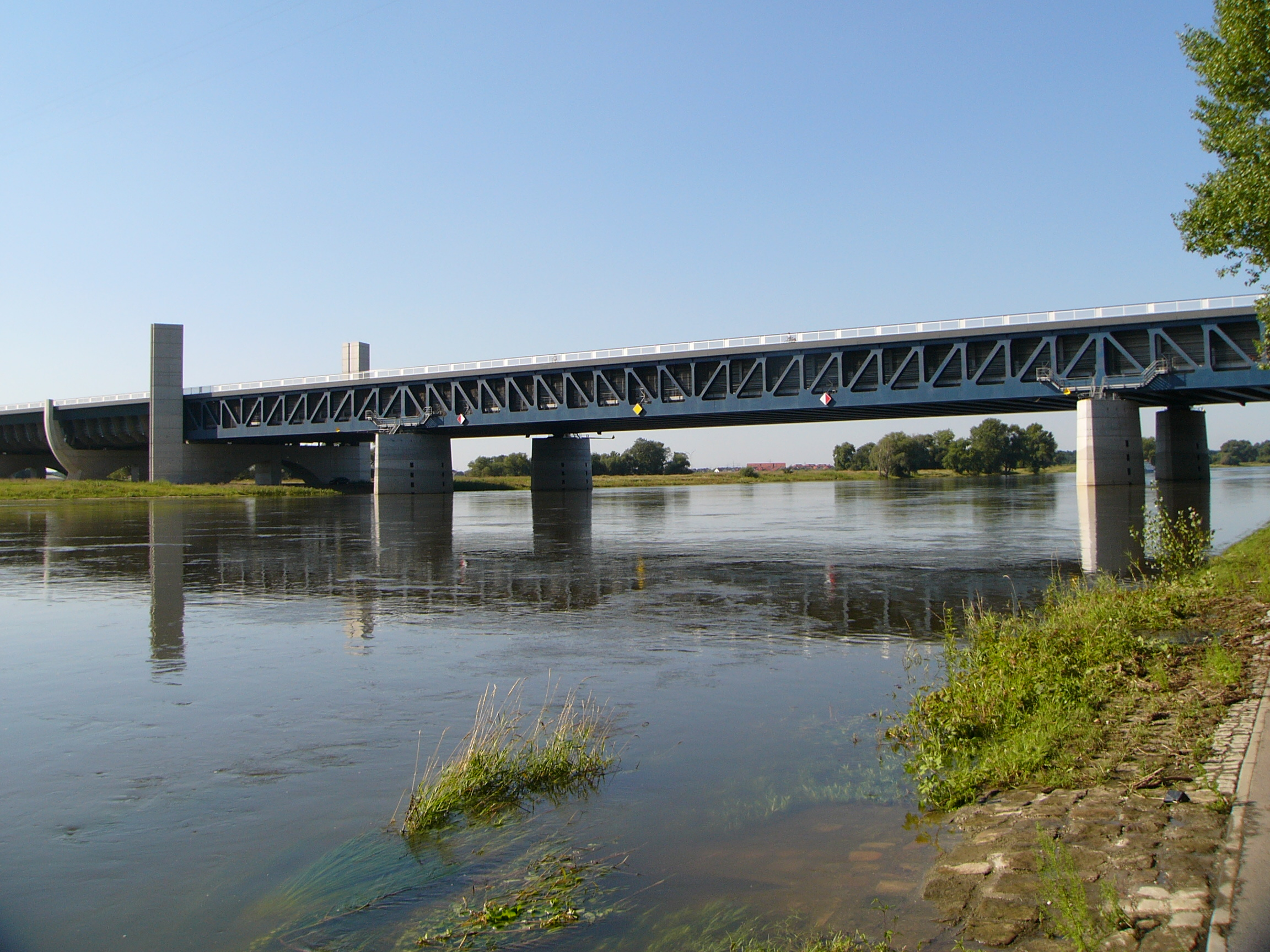
Trogbrücke über die Elbe bei Magdeburg von 2003

| Bezeichnung                     | Abkürzung | Abzweig bei MLK-km | Abzweig Ort | Länge km | Kanalstufen                 |
| ------------------------------- | --------- | ------------------ | ----------- | -------- | --------------------------- |
| Verbindungskanal Nord zur Weser | VKN       | 101,60             | Minden      | 1,2      | 1                           |
| Verbindungskanal Süd zur Weser  | VKS       | 102,93             | Minden      | 1,3      | 2                           |
| Verbindungskanal zur Leine      | VKL       | 8,46 (SKL-km)      | Hannover    | 1,6      | 1                           |
| Rothenseer Verbindungskanal     | RVK       | 319,59             | Wolmirstedt | 5,3      | 1 (bei Elbeniedrigwasser 2) |

## Schleusen und Schiffshebewerke
Der Mittellandkanal wurde ursprünglich für die Schleppschifffahrt konzipiert. Deshalb sind die Schleusen im Hauptkanal und im Stichkanal nach Salzgitter so groß gebaut worden, dass sie einen ganzen Schleppverband aufnehmen konnten. Aus diesem Grund entsprechen diese alten Schleusenbauwerke in Länge und Breite den heutigen Anforderungen. Lediglich die Durchfahrtshöhe musste den aktuellen Gegebenheiten angepasst werden, so beispielsweise in Anderten sowie im Stichkanal Salzgitter in Wedtlenstedt und Üfingen. In Sülfeld wurde die Südschleuse durch eine Schleuse mit größerer Durchfahrtshöhe und Drempeltiefe ersetzt. Die kleineren Schleusen in den Stich- und Verbindungskanälen werden in den nächsten Jahren durch größere mit mindestens 139 m Länge ersetzt – so geschehen bei der Schleuse in Bolzum im Stichkanal Hildesheim und der Weserschleuse Minden im Verbindungskanal Nord zur Weser.

### Abstiegsbauwerke im Hauptkanal

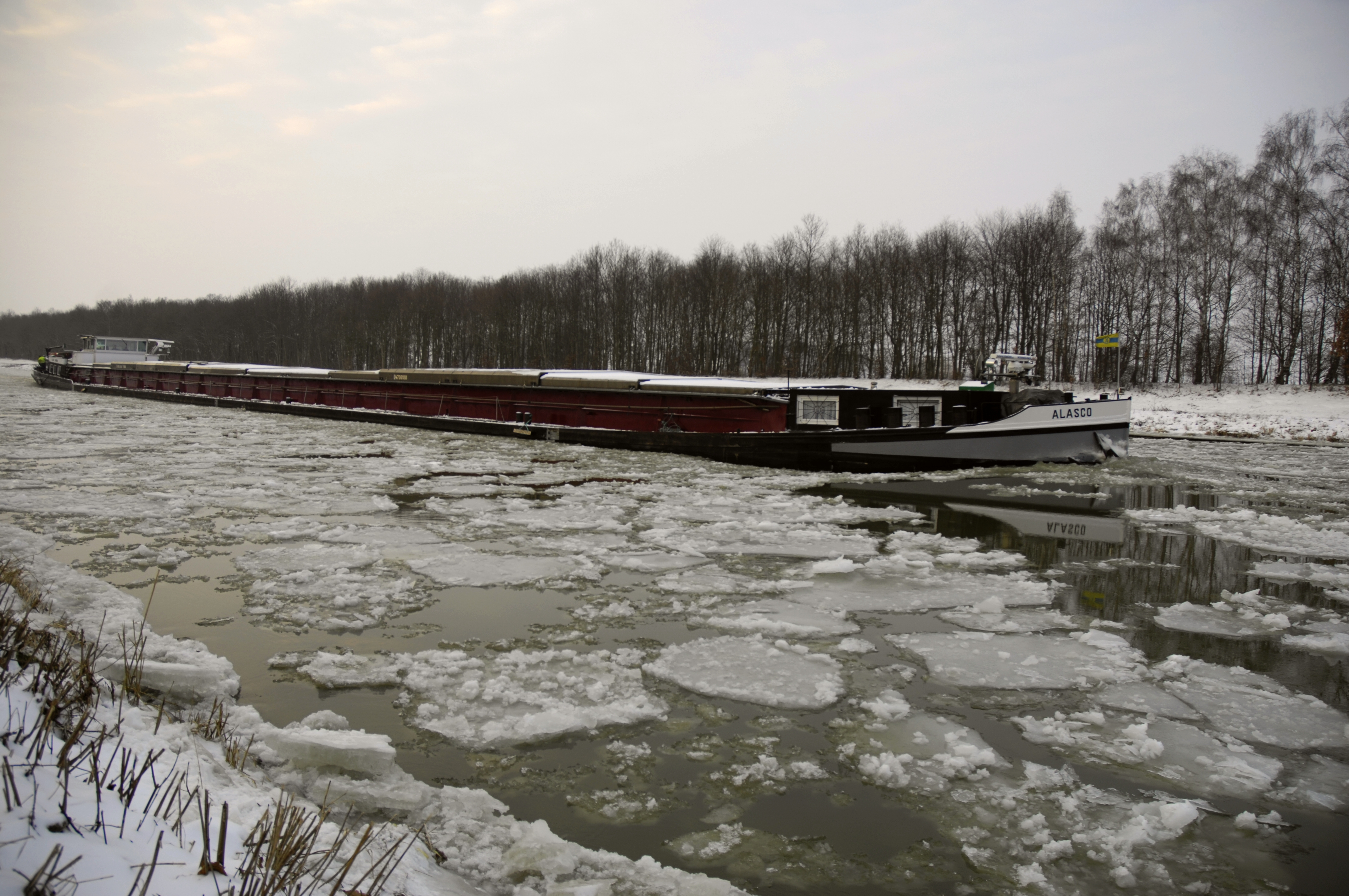
In kalten Wintern müssen Eisbrecher eine Fahrrinne schaffen; Mittellandkanal bei Lashorst im Januar 2010

- Schleuse Anderten (Doppelschachtschleuse)[8]⊙
  - Zwei baugleiche Schleusenkammern mit geschlossenen Sparbecken (Sparkammern)
  - km 174,2
  - Erbaut: 1919–1928
  - Nutzlänge/Breite/Durchfahrtshöhe/Abladetiefe: 214 m/12,00 m/5,90 m/2,80 m
  - Fallhöhe: 14,70 m
  - Bedienung: Schleusenpersonal vor Ort (Fernbedienzentrale in der Schleusenbrücke der Ostkammer)
  - Besichtigung: Von der Straßenbrücke oberhalb der Schleuse Blick über beide Schleusenkammern, seitlich der Westkammer
- Schleuse Sülfeld (Schleusengruppe)[9]
  - Fallhöhe: 9 m
  - Nordschleuse
    - Schachtschleuse mit offenen Sparbecken
    - km 236,9
    - Erbaut: 1934–1937
    - Nutzlänge/Breite/Durchfahrtshöhe/Abladetiefe: 224 m/12,00 m/4,00 m/2,20 m

  - Südschleuse (Neue Schleuse)
    - Schleuse mit offenen Sparbecken
    - Erbaut: 2004–2008
    - Nutzlänge/Breite/Durchfahrtshöhe/Abladetiefe: 225 m/12,50 m/5,25 m/2,80 m

  - Bedienung: Bedienpersonal vor Ort (im Leitstand der Südschleuse)
  - Die Schleusengruppe Sülfeld wurde mit zwei baugleichen Schleusen erbaut. Die Südschleuse wurde 2004 abgerissen und durch eine neue Schleuse mit größeren Abmessungen ersetzt.
  - Besichtigung: Besucherparkplatz vorhanden, Besucherplattform im Unterhaupt der Nordschleuse
- Schleuse Hohenwarthe[10]
  - Zwei baugleiche Schleusenkammern mit je drei offenen Sparbecken
  - km 325,1
  - Erbaut: 1998–2003
  - Nutzlänge/Breite/Durchfahrtshöhe/Abladetiefe: 190 m/12,50 m/5,25 m/2,80 m
  - Fallhöhe: 18,55–19,05 m
  - Die Schleuse Hohenwarthe ersetzt das nicht vollendete Schiffshebewerk Hohenwarthe.
  - Bedienung: Bedienpersonal vor Ort
  - Besichtigung: Besucherparkplatz vorhanden, Besichtigung seitlich des Oberhauptes oder Brücke am Unterhaupt, Infotafeln

### Abstiegsbauwerke in den Stichkanälen
- Schleuse Hollage
  - Eine Schleuse ohne Sparbecken
  - Im Stichkanal Osnabrück km 7,2
  - Erbaut: 1913–1915
  - Nutzlänge/Breite/Abladetiefe: 82 m/10,00 m/2,20 m
  - Fallhöhe: 4,75 m
- Schleuse Haste
  - Eine Schleuse ohne Sparbecken
  - Im Stichkanal Osnabrück km 12,7
  - Erbaut: 1913–1915
  - Nutzlänge/Breite/Abladetiefe: 82 m/10,00 m/2,20 m
  - Fallhöhe: 4,75 m
- Hafenschleuse Hannover-Linden
  - Eine Schachtschleuse mit 2 offenen Sparbecken
  - Im Stichkanal Hannover-Linden km 9,5
  - Erbaut: 1914–1917
  - Nutzlänge/Breite/Durchfahrtshöhe/Abladetiefe: 83 m/10,00 m/4,25 m/2,50 m
  - Fallhöhe: 7,80 m
  - Bedienung: Fernbedienzentrale Anderten
- Schleuse Bolzum
  - Eine Schleuse ohne Sparbecken
  - Im Stichkanal Hildesheim km 0,76
  - Erbaut 2007–2012
  - Nutzlänge/Breite/Abladetiefe: 139 m/12,50 m/2,80 m
  - Fallhöhe: 8,00 m
  - Bedienung: Fernbedienzentrale Anderten
  - Nach dem Ausbau des SKH wird das Oberwasser der Schleuse um 0,5 m angehoben; die Fallhöhe steigt dann auf 8,50 m. Der alte Vorgängerbau wurde vom Wasser abgetrennt und ist für Besucher begehbar.
- Doppelschachtschleuse Wedtlenstedt ⊙
  - Ostkammer
    - ohne Sparbecken
    - Im Stichkanal Salzgitter km 4,6
    - Erbaut: 1938–1940
    - Nutzlänge/Breite/Durchfahrtshöhe/Abladetiefe: 220 m/12,00 m/6,00 m/2,70 m
    - Fallhöhe: 9,30 m

  - Westkammer
    - ohne Sparbecken
    - Erbaut: 1938–1940
    - Nutzlänge/Breite/Durchfahrtshöhe/Abladetiefe: 225 m/12,00 m/4,55 m/2,10 m

  - Bedienung: Leitzentrale Wedtlenstedt
  - Die Schleuse Wedtlenstedt wurde mit zwei baugleichen Kammern erbaut. Die Ostkammer wurde 1975–1976 den Abmessungen von Großmotorgüterschiffen angepasst.
- Doppelschachtschleuse Üfingen ⊙
  - Ostkammer
    - ohne Sparbecken
    - Im Stichkanal Salzgitter km 10,7
    - Erbaut: 1938–1940
    - Nutzlänge/Breite/Durchfahrtshöhe/Abladetiefe: 220 m/12,00 m/5,50 m/2,70 m
    - Fallhöhe 9,30 m

  - Westkammer
    - ohne Sparbecken
    - Erbaut: 1938–1940
    - Nutzlänge/Breite/Durchfahrtshöhe/Abladetiefe: 225 m/12,00 m/4,25 m/2,20 m

  - Bedienung: Leitzentrale Wedtlenstedt
  - Die Schleuse Üfingen wurde mit zwei baugleichen Kammern erbaut. Die Ostkammer wurde 1975–1976 den Abmessungen von Großmotorgüterschiffen angepasst.

### Abstiegsbauwerke in den Verbindungskanälen
- Schachtschleuse Minden

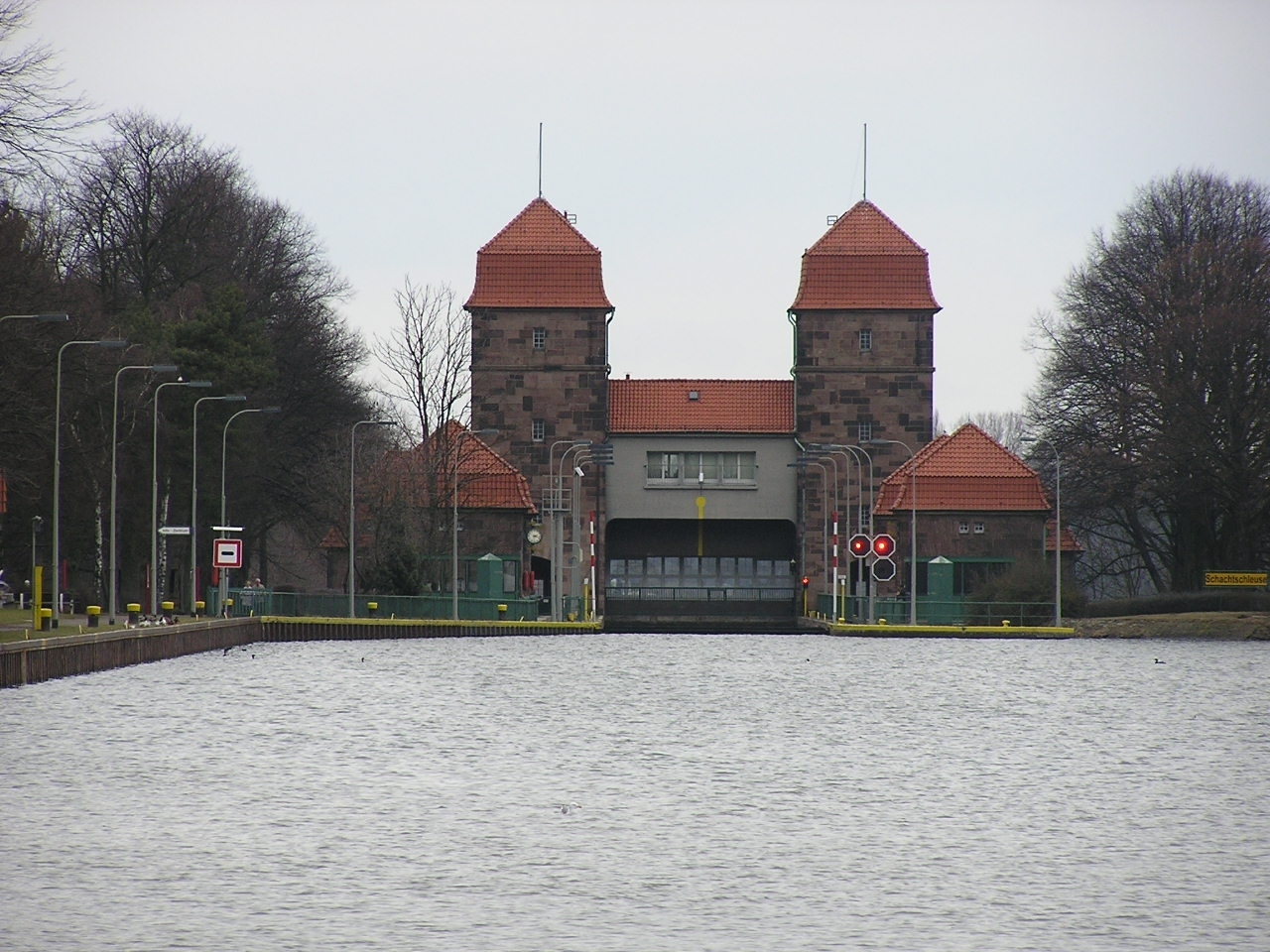
Blick vom Mittellandkanal auf die Schachtschleuse Minden im Verbindungskanal Nord zur Weser

  - Schachtschleuse mit geschlossenen Sparbecken
  - Im Verbindungskanal Nord zur Weser km 0,5
  - Erbaut: 1911–1914
  - Nutzlänge/Breite/Abladetiefe: 85 m/10,00 m/2,50 m
  - Fallhöhe: je nach Wasserstand der Weser bis 13,20 m
  - Bedienung: Fernbedienzentrale Minden
  - 1988 wurde die Nutzlänge auf 85 m verlängert.
- Weserschleuse Minden⊙
  - Schleuse mit offenen Sparbecken
  - Im Verbindungskanal Nord zur Weser km 0,5 östlich parallel zur Schachtschleuse
  - Bauzeit: 2010–2017
  - Nutzlänge/Breite/Drempeltiefe: 139 m/12,50 m/4,00 m
  - Fallhöhe: je nach Wasserstand der Weser bis 13,30 m
  - Bedienung: Fernbedienzentrale Minden
- Die Schachtschleuse Minden und die Weserschleuse Minden bilden eine Schleusengruppe
- Oberschleuse Minden
  - Schleuse ohne Sparbecken
  - Im Verbindungskanal Süd zur Weser km 0,2
  - Erbaut: 1911–1914
  - Nutzlänge/Breite/Abladetiefe: 82 m/10,00 m/2,50 m
  - Fallhöhe: 6,00 m
  - Bedienung: Fernbedienzentrale Minden
- Unterschleuse Minden
  - Schleuse mit offenen Sparbecken
  - Im Verbindungskanal Süd zur Weser km 1,0
  - Erbaut: 1921–1925
  - Nutzlänge/Breite/Abladetiefe: 82 m/12,50 m/2,50 m
  - Fallhöhe: je nach Wasserstand der Weser bis 7,08 m
  - Bedienung: Fernbedienzentrale Minden
- Die Schleusen in Minden sind Teil des Wasserstraßenkreuzes Minden. Bei einer Sperrung der Kanalbrücken kann mit Hilfe von Ober- und Unterschleuse sowie der Schachtschleuse für Schiffe, die den Abmessungen der Schleusen im Verbindungskanal Süd zur Weser genügen, ein durchgehender Verkehr auf dem Mittellandkanal gewährleistet werden.
- Leineabstiegsschleuse
  - Schleuse ohne Sparbecken
  - Im Verbindungskanal zur Leine km 0,6
  - Erbaut: 1913–1914, 2007 grunderneuert
  - Nutzlänge/Breite: 73 m/10,0 m
  - Fallhöhe: 1,90 m
  - Bedienung: Bedienpersonal vor Ort
- Sparschleuse Rothensee⊙
  - Schleuse mit drei offenen Sparbecken
  - Im Rothenseer Verbindungskanal km 0,65
  - Erbaut: 1997–2001
  - Nutzlänge/Breite/Abladetiefe: 190 m/12,50 m/2,80 m
  - Fallhöhe: 10,45 m–18,46 m abhängig vom Wasserstand der Elbe
- Schiffshebewerk Rothensee
  - Senkrechthebewerk mit Gewichtsausgleich durch Schwimmer
  - In der Altstrecke des Rothenseer Verbindungskanals
  - Erbaut: 1929–1938
  - Nutzlänge/Breite/Abladetiefe: 82 m/12,00 m/2,00 m
  - Fallhöhe: 12,00 m–18,70 m abhängig vom Wasserstand der Elbe
  - Das Hebewerk war zwischen Ende 2006 und August 2013 außer Betrieb. Am 24. August 2013 wurde das Hebewerk für die Fahrgast- und Sportschifffahrt wiedereröffnet. Es erfolgt ein Saisonbetrieb von Mai bis September durch die Stadt Magdeburg.

## Sicherheitstore

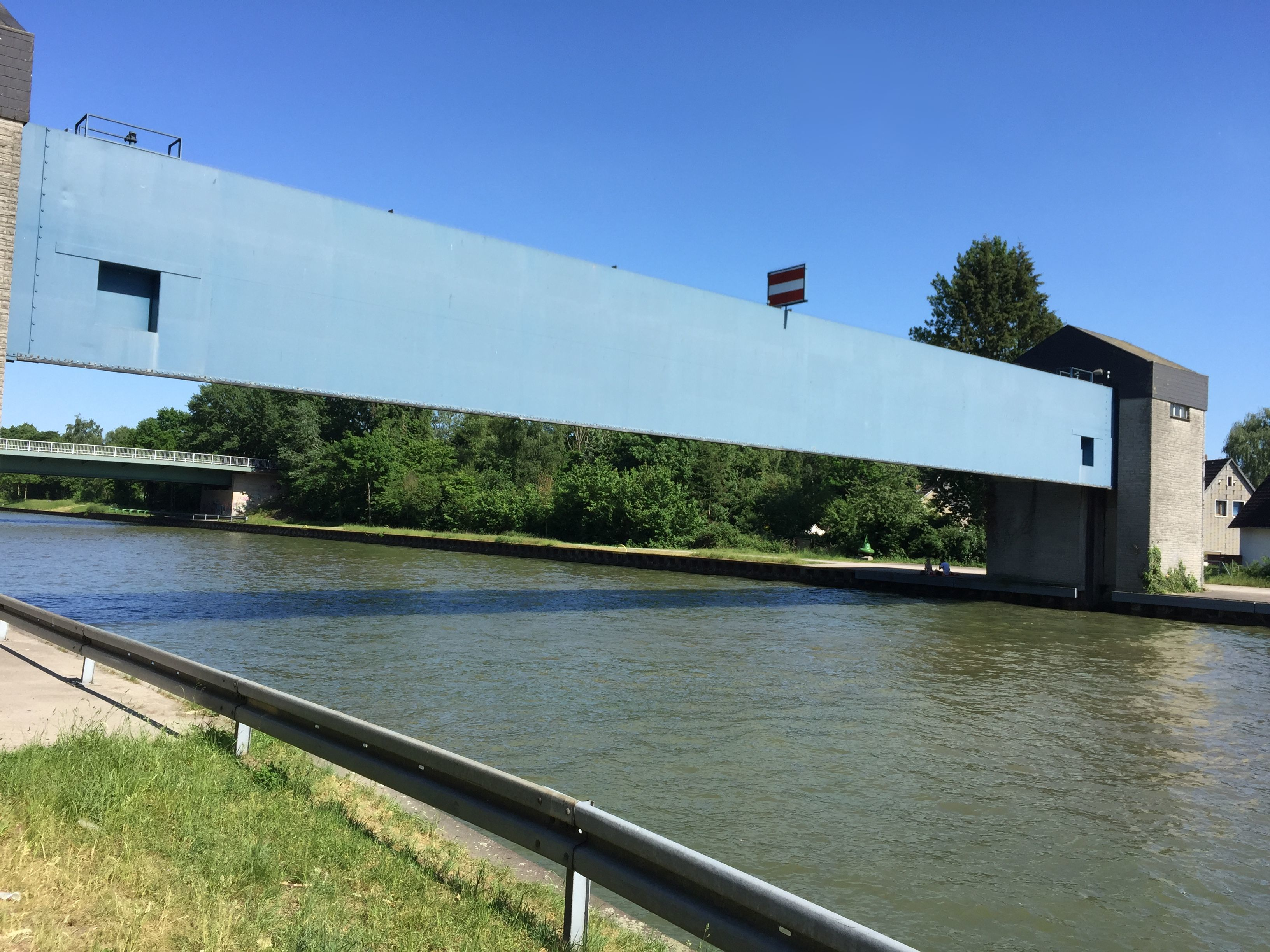
Sicherheitstor am Mittellandkanal in Havelse

Um bei Schäden am Kanalbett das Auslaufen von Wasser weitgehend zu verhindern und damit das Überfluten des umgebenden Geländes, sind zwischen Dortmund-Ems-Kanal und Elbe neun Sicherheitstore eingebaut: am Anfang des Kanals bei Bergeshövede, beiderseits der Abzweigung des Stichkanals Osnabrück, zur Unterteilung einer längeren Dammstrecke bei Herringhausen, jeweils westlich und östlich des Wasserstraßenkreuzes Minden (Hahlen und Dankersen) und der Kanalüberführung über die Leine sowie am Beginn der langen Dammstrecke zur Elbe bei Haldensleben.

## Kreuzungen mit Verkehrswegen und Gewässern
Der Mittellandkanal und seine Stich- und Verbindungskanäle machten den Bau von 45 Eisenbahnbrücken, 314 Straßen- und Wegebrücken sowie 9 Unterführungen erforderlich. Hinzu kamen zur Kreuzung mit Gewässern 245 Düker (Unterführung unter Druck) und Durchlässe (mit freiem Wasserspiegel).

## Wasserhaushalt

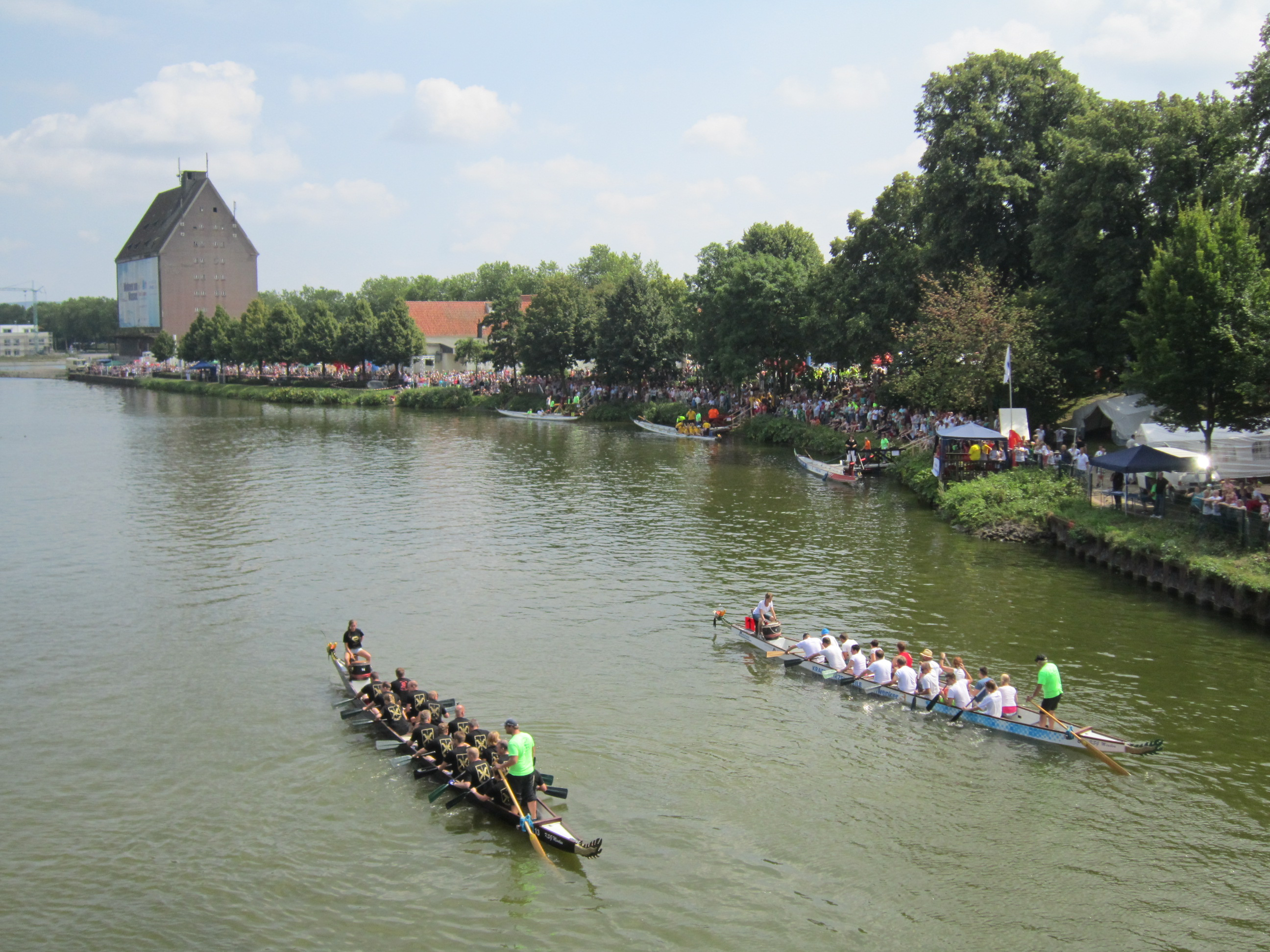
Drachenbootrennen während des Hafenfestes Bad Essen

Der Mittellandkanal dient zwar hauptsächlich dem Transport von Gütern, doch von Anfang an wurden ihm auch wasserwirtschaftliche Aufgaben zugewiesen. Dazu gehören die Bereitstellung von Wasser für die Industrie und die Landwirtschaft und das Ableiten von Hochwässern aus kreuzenden Kleinflüssen und Bächen in die Weser oder Elbe. Dem Kanal geht durch Verdunstung, Versickerung und Schleusenbetrieb ständig Wasser verloren. Ferner wird der Wasserspiegel auch durch starken Wind beeinflusst. In dem vorwiegend in Ost-West-Richtung verlaufenden Kanal können starke Westwinde durch den Windstau den Wasserstand an den Enden der Kanalhaltungen um 40 cm ansteigen lassen. Um für die Schifffahrt möglichst gleichbleibende Durchfahrtshöhen und Wassertiefen zu gewährleisten, muss der Wasserspiegel ständig reguliert werden.
Die Regulierung der Wasserversorgung des Mittellandkanals und seiner Stichkanäle wird zentral von der Revier- und Betriebszentrale in Minden gesteuert. Hierzu stehen ihr zwischen Bevergern und Hohenwarthe zahlreiche Pumpwerke, Entlastungsanlagen und Messstellen zur Verfügung.
Da die wenigen natürlichen Zuflüsse nicht ausreichen, den Kanal ständig mit Wasser zu versorgen, muss normalerweise Wasser aus der Weser und der Elbe in das Kanalbett gepumpt werden. Die Pumpwerke zur Versorgung des Mittellandkanals mit Neuwasser befinden sich in Minden an der Weser und in Magdeburg an der Schleuse Rothensee. An allen Schleusen befinden sich ebenfalls Pumpwerke, die das Wasser in die höher gelegenen Haltungen pumpen.
Eine weitere Wasserzuleitung erfolgt sporadisch über den Aller-Entlaster bei Grafhorst. Der 3 km lange Kanal wurde angelegt, um die früher berüchtigten Hochwässer der Aller abführen zu können. In den 1960er Jahren wurde diese Ableitung so intensiv betrieben, dass in der Aller kaum noch Wasser aus ihrem Quellgebiet floss.

## Freizeit und Erholung

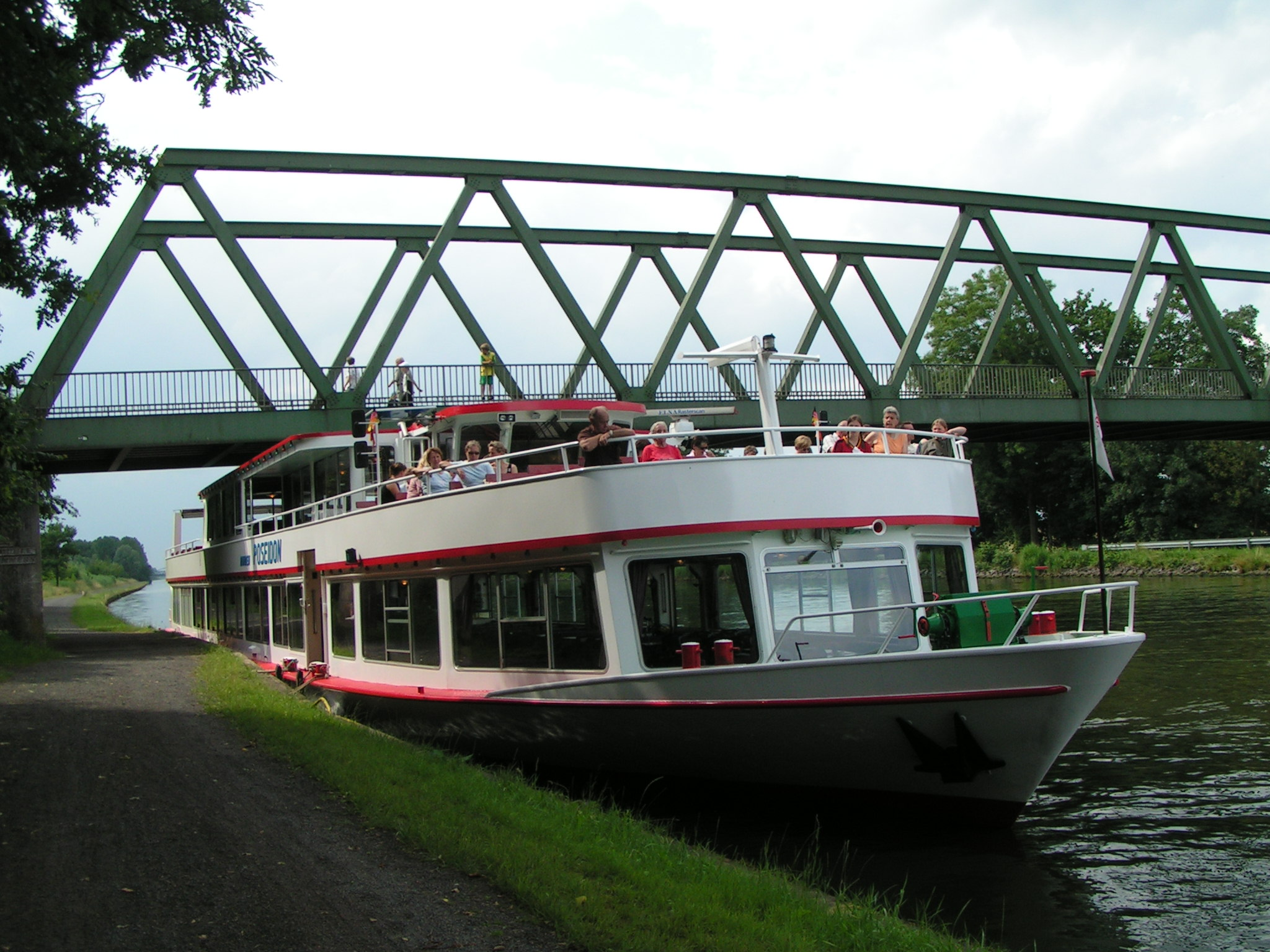
Fahrgastschiff am Anleger Südhemmern

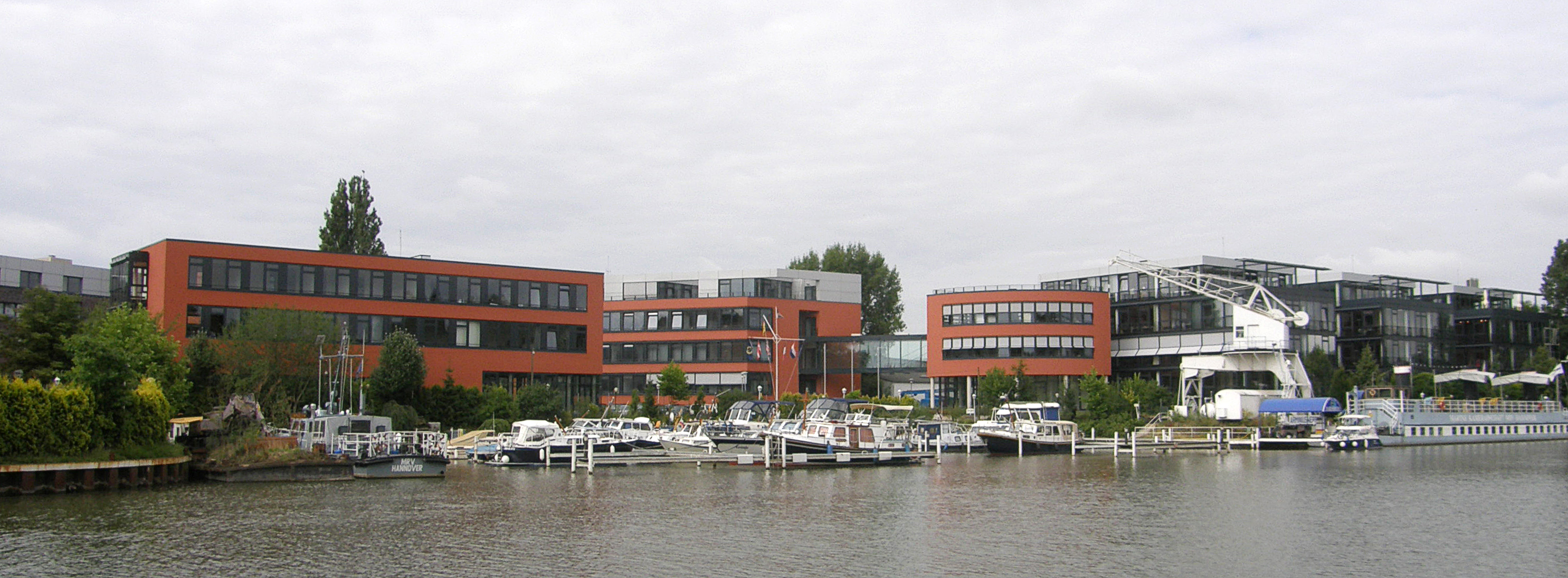
Yachthafen am Mittellandkanal in Hannover

Der Mittellandkanal weist auf fast seine gesamte Länge an mindestens einem Ufer einen begleitenden Betriebsweg auf, der von Fußgängern und Radfahrern auf eigene Gefahr genutzt werden darf. Die Wege sind größtenteils mit feinem Splitt befestigt, im Bereich von Schleusen oder Hafenanlagen oft asphaltiert oder gepflastert. Mit Ausnahme der Zufahrten und der Schleusenbereiche gibt es keine nennenswerten Steigungen. An einigen Stellen muss das Ufer über eine Brücke gewechselt werden, beispielsweise bei Hafenanlagen.
Der Kanal bietet Wassersportlern ein vielfältiges Fahrtgebiet. Am Mittellandkanal und seinen Stichkanälen gibt es zahlreiche Yachtclubs sowie Kanu- und Rudervereine. In einigen Städten (etwa in Hannover) gilt die Kanalumgebung als Naherholungsgebiet.
Im Bereich Osnabrück, Minden, Hannover, Haldensleben und Magdeburg verkehren Fahrgastschiffe nach Fahrplan.

## Städte und Gemeinden am Mittellandkanal

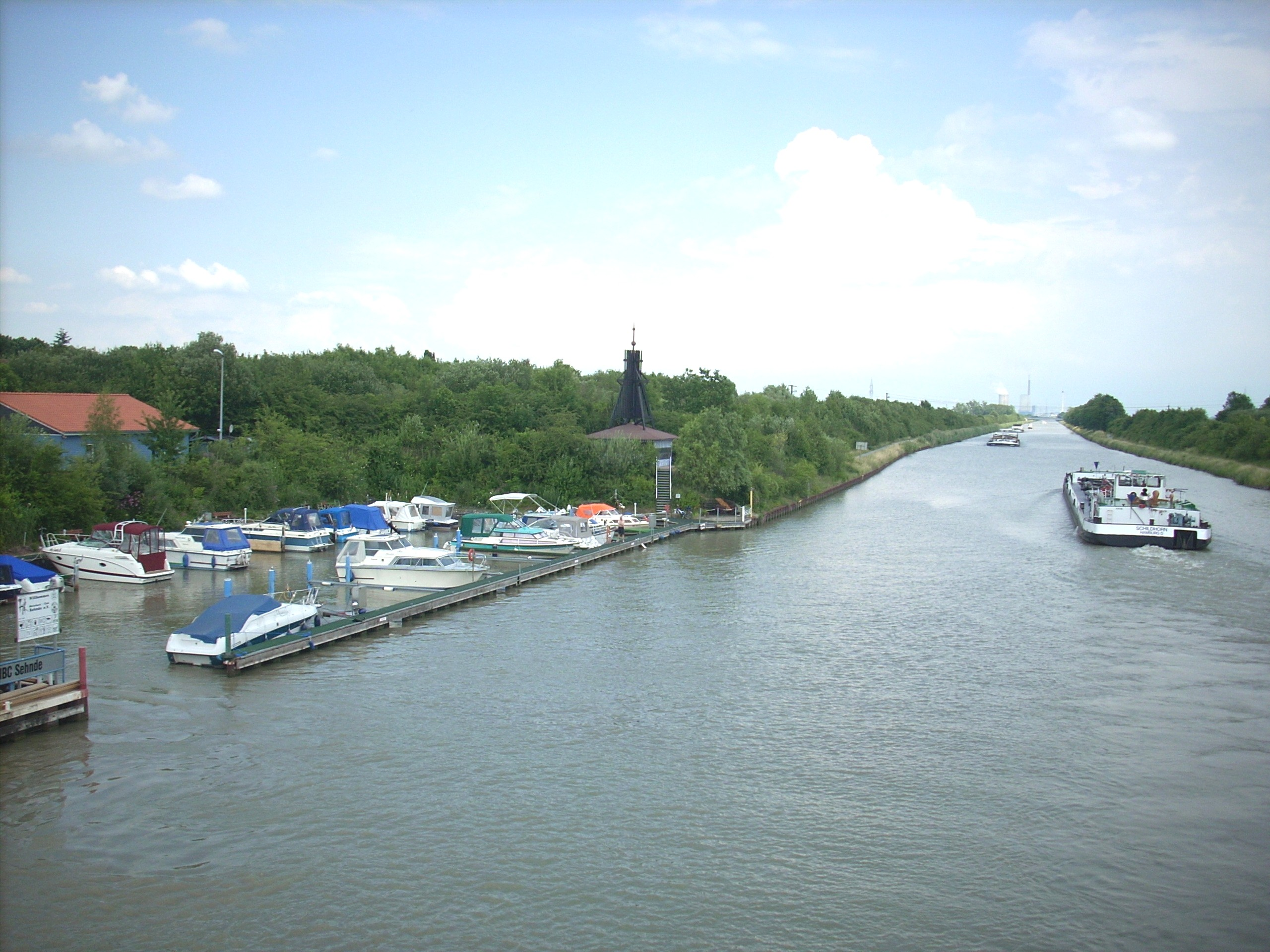
Sehndes „Kugelbake“ am Kanal

Aufzählung der Orte in der Reihenfolge des Kanalverlaufs von Westen nach Osten.
- Nordrhein-Westfalen
  - Kreis Steinfurt
    - Hörstel, Ibbenbüren, Recke, Mettingen, Westerkappeln
- Niedersachsen
  - Landkreis Osnabrück
    - Neuenkirchen, Bramsche, Ostercappeln, Bohmte, Bad Essen
- Nordrhein-Westfalen
  - Kreis Minden-Lübbecke
    - Preußisch Oldendorf, Espelkamp, Lübbecke, Hille, Minden
- Niedersachsen
  - Landkreis Schaumburg
    - Bückeburg, Hespe, Meerbeck, Niedernwöhren, Nordsehl, Pollhagen, Lauenhagen, Lüdersfeld, Sachsenhagen, Auhagen, Haste

  - Region Hannover
    - Wunstorf, Seelze, Garbsen, Hannover, Sehnde

  - Landkreis Peine
    - Hohenhameln, Peine, Wendeburg

  - Stadt Braunschweig
  - Landkreis Gifhorn
    - Meine, Wasbüttel, Calberlah

  - Stadt Wolfsburg
  - Landkreis Gifhorn
    - Rühen
- Sachsen-Anhalt
  - Landkreis Börde
    - Oebisfelde-Weferlingen, Calvörde, Bülstringen, Haldensleben, Niedere Börde, Barleben, Wolmirstedt

  - Stadt Magdeburg
  - Landkreis Jerichower Land
    - Möser

Durch die Gebietsreform von 1974 hat die Stadt Langenhagen ihre Funktion als Hafenstadt (Brinker Hafen) und ihre Lage am Mittellandkanal über eine Strecke von 700 m verloren.